# Montague Burton
Montague Maurice Burton (15 de agosto de 1885 - 21 de setembro de 1952) fundou a Burton, uma das maiores cadeias de lojas roupas da Grã-Bretanha.